# 1143 (szám)
Az 1143 (római számmal: MCXLIII) az 1142 és 1144 között található természetes szám.

## A szám a matematikában
A tízes számrendszerbeli 1143-as a kettes számrendszerben 10001110111, a nyolcas számrendszerben 2167, a tizenhatos számrendszerben 477 alakban írható fel.
Az 1143 páratlan szám, összetett szám. Kanonikus alakja 32 · 1271, normálalakban az 1,143 · 103 szorzattal írható fel. Hat osztója van a természetes számok halmazán, ezek növekvő sorrendben: 1, 3, 9, 127, 381 és 1143.
Az 1143 húsz szám valódiosztó-összegeként áll elő, ezek közül legkisebb a 2121.

## Csillagászat
- 1143 Odysseus kisbolygó